# Сочувствие господину Месть
«Сочу́вствие господи́ну Месть» (кор. 복수는 나의 것, рус. «Мстить буду я») — южнокорейская криминальная драма 2002 года режиссёра и сценариста Пака Чхан Ука, первая часть его «трилогии о мести», состоящей также из фильмов «Олдбой» (2003) и «Сочувствие госпоже Месть» (2005).

## Сюжет
Глухонемой рабочий сталелитейного завода Рю (Син Xa Гюн) ищет денег на операцию для своей сестры, у которой заболевание почек. Уволенный с завода, он решает продать свою почку торговцам органами, но они обманывают его, не отдав денег. Тогда он со своей девушкой — политической активисткой Чха (Пэ Ду На) — решает похитить маленькую дочь своего бывшего босса, чтобы получить выкуп, и таким образом заплатить за операцию.

Ключевая фраза, как «Господина Месть», так и «Госпожи»: 

Похищения людей бывают во благо и во зло, похищения во благо — это когда похищаешь ребёнка, а потом благополучно возвращаешь его родителям после того, как всё закончилось.

После похищения Ю Сун Рю посылает отцу девочки Паку Дон Чжину (Сон Кан Хо) коробку с запиской и её фотографией, указывая место, где тот должен оставить выкуп. На указанном месте его поджидает Рю, он связывает Пака и надевает на его голову полиэтиленовый пакет, рассчитывая, что кто-нибудь из случайных прохожих освободит его позже. Рю и Чха хорошо относятся к девочке, Рю держит её в своей квартире и знакомит с сестрой. Узнав правду, сестра Рю перерезает себе вены в ванной.
Рю едет за город, чтобы похоронить тело своей сестры, и поскольку Ю Сун не с кем было оставить, он берёт её с собой. Пока Рю на берегу реки прячет тело под грудой камней, к нему подходит калека, всячески пытаясь помешать. Рю прогоняет его. Тем временем, Ю спит в машине. К девочке подкрадывается тот же калека и пытается украсть у неё с шеи ожерелье из ракушек, подаренное ей Рю. Ю также прогоняет калеку и зовёт Рю. После безуспешных попыток, девочка, заметив Рю на другом берегу, хочет переправиться к нему, но, упав в реку, тонет. Рю, случайно обернувшись, видит проплывающее мёртвое тело Ю Сун и в панике кидается к реке, но, испугавшись, застывает по колено в воде. Не двигаясь с места, он наблюдает, как калека добирается вброд до середины реки, где тело Ю Сун застряло в камнях, и снимает с её шеи ожерелье.
Полицейские находят на реке тело девочки, и отец узнаёт о её смерти. Рю втайне присутствует на её кремации. Полицейские обследуют квартиру брата и сестры, но ничего не находят, Рю поселяется в квартире своей девушки. Пак Дон Чжин, находясь в старой квартире Рю, слышит радиопередачу о глухонемом парне, у которого умерла сестра, и едет на радиостанцию. Ведущая показывает ему рисунки и письма Рю. Пак Дон Чжин, заинтересовавшись одним из рисунков, на котором была изображена и его утонувшая дочь, снова возвращается на реку и там, под камнями, находит тело сестры Рю. И он встречает того же калеку, видит ожерелье дочери у него на шее и узнаёт у него марку и номер машины Рю.
Рю хочет вернуть обратно свою почку и едет к торговцам органами в офис. Там он решает отомстить перекупщикам и убивает их. Пак едет в квартиру Чха и там пытает её. Чха говорит, что если с ней что-то случится, то террористическая группа, в которой она состоит, убьёт его. Пак не верит девушке Рю и убивает её с помощью тока. Полицейские находят её тело и тела трёх торговцев органами.
Пак приходит на место, где живёт Рю, и там ловит его, подведя ток к ручке двери. Он отвозит Рю на реку, где утонула его дочь, и в воде подрезает ему на ногах сухожилия, после чего переносит его на берег и расчленяет. К самому Паку позже подъезжают члены союза революционных анархистов, о которых говорила Чха, и жестоко убивают его.

## В ролях
| Актёр      | Роль                 |
| ---------- | -------------------- |
| Сон Кан Хо | Пак Дон Чжин         |
| Син Ха Гюн | Рю                   |
| Пэ Ду На   | Чха Ён Ми девушка Рю |
| Чжи Юн Лим | сестра Рю            |
| Хан Бо Бэ  | Ю Сун дочь Пака      |
| Ким Сэ Дон | шеф полиции          |
| Ли Ён Дэ   | Чхо                  |

## Награды
- 2002 — Korean Film Awards
  - Лучший монтаж
  - Лучшая операторская работа

- 2002 — Pusan Film Critics Awards
  - Лучший фильм
  - Лучший режиссёр

- 2003 — Кинофестиваль Fant-Asia
  - Лучший азиатский фильм

- 2003 — Кинофестиваль в Филадельфии
  - Приз жюри за лучший фильм

## Факты
- Оригинальное корейское название означает «Мстить буду я», но для международного проката название поменяли, чтобы фильм не путали с другой, японской картиной с аналогичным названием.
- Поначалу Пак Чхан Ук хотел, чтобы цвета в картине постепенно пропадали, и фильм превращался в чёрно-белый к финальной сцене.
- После успеха «Объединённой зоны безопасности» Паку Чхан Уку дали карт-бланш на съёмки любого фильма, который ему хочется, и он решил снять кино о мести, которую считает самой интересной темой на Земле. Он долго искал сценарий, а потом решил вернуться к своей старой идее, и написать сценарий самому.
- Сценарий картины был написан за 20 часов непрерывной работы.